# Bolas de Pedernales
Las Bolas de Pedernales son un platillo típico mexicano, cuyo origen se remonta a la etapa conocida como el Porfiriato. Durante este periodo se gestaría esta invención gastronómica con los productos más asequibles de ese entonces: el maíz, el chile y el frijol; que no son otra cosa que aquellos alimentos que se consumían entre las culturas prehispánicas mesoamericanas y que se convirtieron en los elementos fundamentales de la composición culinaria de este platillo.

## Historia
Durante el Porfiriato, las haciendas se convirtieron en uno de los pilares más importantes de la economía del país. En estos centros productivos, los empleados eran retribuidos con productos en especie que recibían a cuenta de sus jornales. La tienda de raya proveía a los trabajadores de los artículos necesarios para su subsistencia. Dentro de ella se adquirían telas, jabón, maíz, azúcar, frijoles y chiles, que variaban de acuerdo con la producción existente de las haciendas. Bajo ese contexto de trabajo semiesclavista acrecentado por la tienda de raya, los peones de la finca de Pedernales, Michoacán, retribuían a sus madres o esposas con los productos que de ella obtenían, gestándose esta novedosa invención. Fue así como esta fabricación culinaria se atribuyó a las madres o esposas de los trabajadores de ese lugar.

## Preparación y elaboración
Elaborada a base de frijoles rojos enchilados refritos, acompañada de carne seca, carne de puerco y queso, este platillo debe el nombre a su forma. El guiso queda cubierto por tortillas, como si se tratara de una lechuga, esta envoltura conserva muy bien el calor y puede comerse hasta tres horas después de su preparación, a buena temperatura.Los cortadores de caña de azúcar llevan este platillo a sus lugares de trabajo, ya que a pesar de que laboran durante varias horas, éste se conserva aún caliente, por lo que se ha convertido en toda una costumbre culinaria entre este sector campesino consumirlas en las parcelas donde trabajan.

## Símbolo identitario

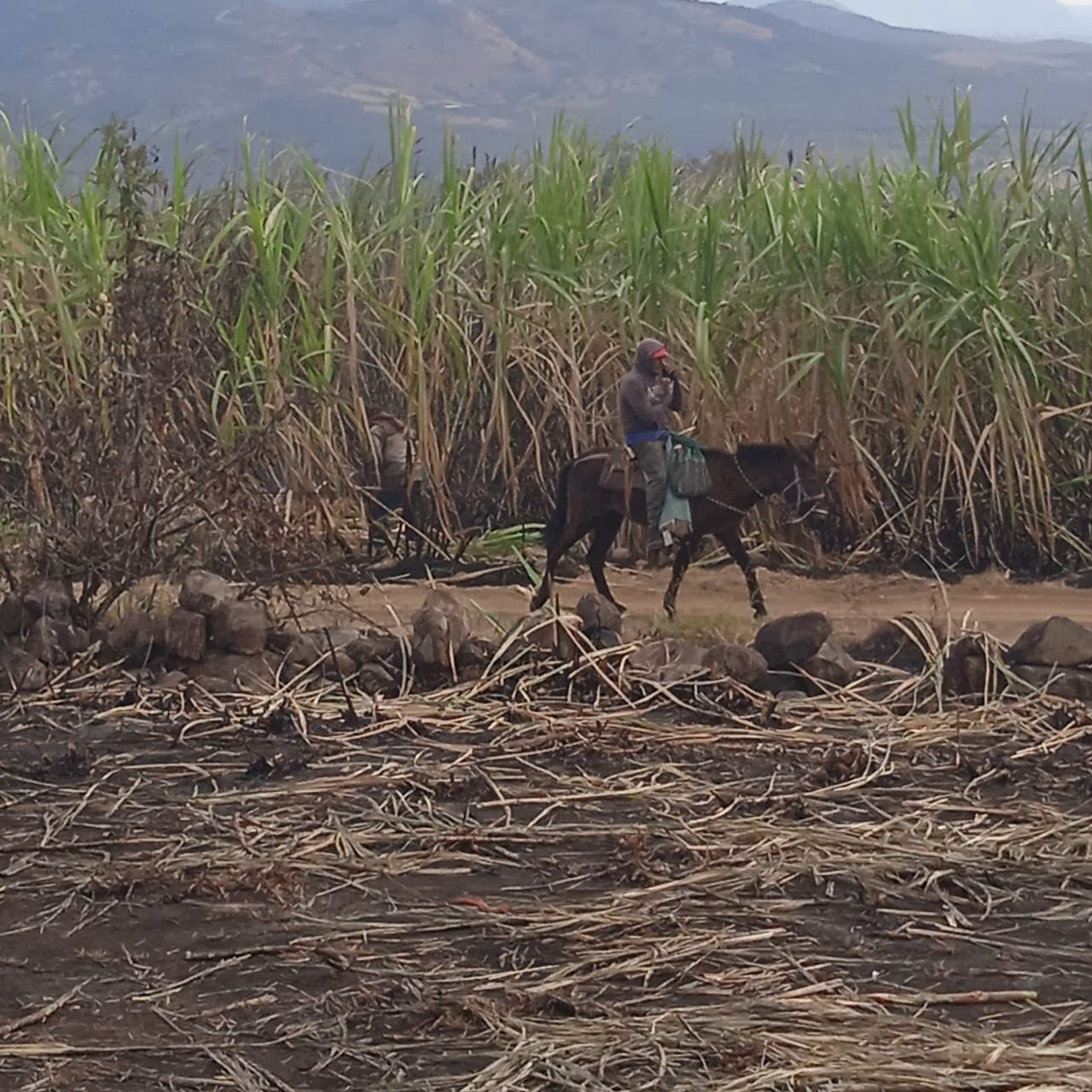
Bolero de la región de Pedernales llevando el almuerzo a los trabajadores del campo

El Historiador Pedro Gómez Ayala ha demostrado que la Bola de Pedernales se ha convertido en todo un símbolo identitario que expresa a esta población, pues conlleva toda una práctica ritual que comienza desde su preparación hasta la degustación de la misma. La elaboración de este platillo iniciaba desde muy temprano dentro de la privacidad de las casas, siendo las madres o esposas de los trabajadores las encargadas de reproducirlo; posteriormente, el marido o hijo de estas mujeres se dirigía hacia las parcelas sembradas con caña de azúcar para comenzar con sus labores; unas cuantas horas después, aparecía el lonchero o bolero quien a través de su caballo, burrito o auto particular transitaba por los hogares de los campesinos al grito de: ¡La Bola, Mujer! Inmediatamente de esto la esposa salía de su casa con el alimento ya terminado, entregándoselo al lonchero con el objetivo de que este a su vez lo trasladara hasta las parcelas, lugar en donde ya lo esperaban los cortadores de caña de azúcar con el fin de poder almorzar y saciar su hambre.